# 무앙통 유나이티드 FC
무앙통 유나이티드 풋볼 클럽(태국어: สโมสรฟุตบอลเมืองทอง ยูไนเต็ด)은 논타부리 주 무앙통 타니를 연고지로 하는 태국의 축구 클럽이다. 클럽의 별칭인 쌍둥이 기린(태국어: กิเลนผยอง 킬렌 프용)으로 널리 알려져있다.
2007년 처음으로 3부 리그에 참가하여 연속으로 우승을 차지하고 2009 시즌에 클럽 역사상 처음으로 1부 리그에 승격하여 우승을 차지하였다. 2010 시즌에도 우승을 차지하였다.

## 역사

### 초창기
무앙통 유나이티드는 1989년에 노리요리 피타야누소른 FC라는 이름으로 창단되었다. 2002년 정치인 비라 무시카퐁에 의해 FC 노리요리 블랙펄로 클럽명이 변경되었다. 비라 무시카퐁은 구단을 크게 만들고 싶었으나 실패했고, 1년만에 팀을 떠났다. 2003년 구단의 새로운 감독으로 들어온 솜삭 첸차오와니치에 의해 구단명이 FC 글로블렉스 노리요리로 다시 변경되었다. 그러나 2003-2004시즌 동안 구단은 형편없는 경기력을 펼쳤고, 구단명은 최초의 구단명으로 돌아갔다. 2006년 태국 축구 협회가 타이 리그의 규모를 키우기 위해 새로운 하위 리그를 신설했다. 2007년 이 구단 또한 새로운 리그에 참가하게 되었으며, 이 때 구단명칭을 무앙통 유나이티드로 변경했다. 참가 첫 해 타이 2부 리그에서 곧바로 우승을 차지하여 타이 최상위 리그에 진출했다. 2008년에도 타이 1부 리그에서도 우승을 차지하여 타이 프리미어리그에 입성하게 되었고, 2009년 승격하자마자 또 우승을 차지하였다. 3년간 3연속 우승을 차지하는 기염을 토한 것이다.

### 타이 프리미어리그
2009년 승격하자마자 좋은 성적을 거둔 것은 적극적인 보강이 있었기 때문이다. 구단은 벨기에의 클럽 리르서 SK와 좋은 관계를 맺고 있었고, 리르서로부터 태국의 축구 스타 티라텝 위노타이를 영입할 수 있었다. 또한 FC PEA에서 활약하고 있던 논타부리의 신성 스트라이커 로나차이 랑시요를 영입했다. 또한 당시 20세였던 티라신 댕다를 영입했다. 구단이 소유하고 있던 위노타이, 랑시요, 댕다로 이어지는 공격진은 당시 리그 최강의 공격진으로 평가받았다.
태국 챔피언 자격으로 2010년 AFC 챔피언스리그 예선 P.O.에 참가했다. 첫 경기에서 베트남 클럽 다낭 FC를 만나 3-0 승리를 거뒀으나, 두번째 경기인 싱가포르 암드 포스와의 경기에서 1-1 무승부를 거두고 AFC 컵 2010에 진출했다. 구단은 4강에서 시리아 클럽 알이티하드 SC 알레포에게 1-2로 패하며 국제 대회를 마감했다. 반면 타이 프리미어리그에서는 다시 우승을 차지하며, 팀 역사상 두번째 리그 트로피를 차지했다.
2011년 무앙통 유나이티드는 잉글랜드의 유명 축구선수이자 리버풀의 전설 로비 파울러와 1년 계약을 맺었다. AFC 챔피언스리그 예선 P.O.에 다시 참가하며, AFC 챔피언스리그에 재도전장을 내밀었으나 인도네시아 클럽 스리위자야 FC와 2-2 무승부 끝에 승부차기에서 패했다. 구단은 AFC컵 2011에 참가하게 되었으나, 8강에서 대회를 끝마쳤고 당시 감독 엔히키 칼리스투를 경질하였다. 빈자리는 로비 파울러가 선수 겸 감독직을 맡아서 이행했다. 타이 프리미어리그에서는 3위를 차지했다.
2012년 로비 파울러와의 계약이 만료되고, 구단은 세르비아 출신 감독 슬라비샤 요카노비치와 계약을 맺었다. 새로운 시즌을 앞두고 구단은 마케도니아 공화국의 마리오 주로프스키, 조선민주주의인민공화국의 리광천, 에레디비지에서 활약한 네덜란드 선수 아드난 바라카트 등 유명 선수들을 대거 영입했다. 또한 당시에 가장 주목받던 태국 유망주 몽콜 남누앗을 영입했다. 타이 프리미어리그 2012시즌 동안 그 누구도 무앙통 유나이티드를 막을 수 없었으며, 무앙통 유나이티드는 태국 역사상 최초로 태국 최상위 리그 무패 우승이라는 업적을 쌓아올렸다.
2012년 무패우승 이후, 구단은 그 어떤 대회에서도 우승을 차지하지 못했다. 그 자리를 부리람 유나이티드 FC가 차지한 것이다. 3년간 리그 챔피언의 자리를 부리람에게 뺏기며, 구단은 "드림팀" 캠페인을 발표한다. 이 캠페인을 토대로 태국 축구 국가대표팀의 유명 선수 차나팁 송끄라신, 티라톤 분마탄 등을 영입했다. 또한 전 뉴캐슬 유나이티드 FC의 공격수 시스코를 영입하기도 했다. 구단의 새로운 감독으로는 태국 축구의 전설로 불리는 톳치타완 스리판을 임명했다.

## 서포터

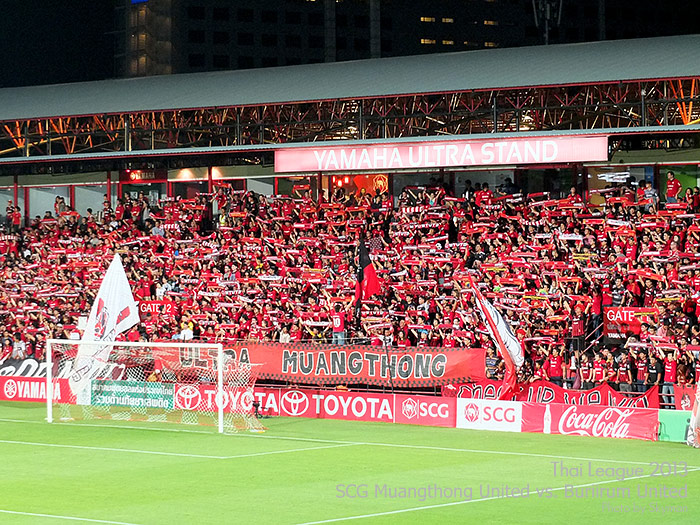
2013년 울트라 무앙통의 모습

무앙통 유나이티드는 태국 축구 역사상 최초로 울트라스 서포터를 보유한 클럽이다. 울트라스의 명칭은 울트라 무앙통이며, 많은 울트라스가 그러하듯 거대한 배너와 깃발 그리고 메가폰을 사용한다. 그 외에도 무앙통은 두꺼운 팬층을 보유하고 있으며, 라이벌 관계에 있는 촌부리 FC나 방콕 글라스와의 경기 때에는 경기장이 뜨겁게 달아오른다.

## 라이벌 관계
2012년 무앙통의 무패우승 직후, 3년간 부리람 유나이티드가 리그를 호령하면서 두 클럽간의 라이벌 관계는 자연스럽게 형성되었다. 또한 각 구단의 연고지를 바탕으로 무앙통은 도시 사람을, 부리람은 시골 사람을 대표하는 이미지를 갖추면서 인기는 더욱 올라갔다. 현재 타이 리그1는 두 구단만이 나누어 지배한다고 해도 과언이 아닐 정도로 패권다툼이 치열하다.

## 우승 기록

### 국내 대회

#### 리그
- 타이 리그1

● 우승 (4): 2009, 2010, 2012, 2016
● 준우승 (2): 2013, 2015, 2017
- 타이 리그 2

● 우승 (1): 2008
- 타이 리그 3

● 우승 (1): 2007

#### 컵
- 꼬르 로얄컵

● 우승 (1): 2010
● 준우승 (4): 2011, 2013, 2014, 2016
- 태국 FA컵

● 준우승 (3): 2010, 2011, 2015
- 태국 리그컵

● 우승 (1): 2016, 2017
- 태국 챔피언스컵

● 우승 (1): 2017

## 선수 명단

### 현역
참고: FIFA 자격 규정에 따라 소속된 국가대표팀 국기를 표시합니다. 선수는 복수의 FIFA 비회원국 국적을 가지고 있을 수 있습니다.
| 번호 | 포지션 | 국적       | 이름              |
| ---- | ------ | ---------- | ----------------- |
| 2    | DF     | 태국       | 수위트 파이프롬랏 |
| 4    | DF     | 태국       | 챠차이 생다오     |
| 5    | DF     |            | 장 클로드 빌롱    |
| 6    | MF     | 태국       | 티라폴 요료에이   |
| 7    | FW     |            | 윌리앙 포프       |
| 8    | MF     |            | 야콥 말러         |
| 9    | FW     | 코스타리카 | 펠리시오 브라운   |
| 10   | FW     | 태국       | 타나왓 쑤엥치타원 |
| 11   | FW     | 태국       | 아디삭 크라이소른 |
| 13   | MF     | 태국       | 랏차폴 나와노     |
| 14   | MF     |            | 스테판 스체포비치 |
| 16   | MF     | 태국       | 사누크란 틴좀     |

| 번호 | 포지션 | 국적 | 이름                |
| ---- | ------ | ---- | ------------------- |
| 19   | DF     | 태국 | 트리스탕 도         |
| 21   | MF     | 태국 | 프라킷 디프롬       |
| 23   | MF     | 태국 | 차릴 차푸이스       |
| 25   | DF     | 태국 | 아디손 프롬락       |
| 26   | GK     | 태국 | 까윈 탐사차난       |
| 28   | GK     | 태국 | 프라싯 파둥촉       |
| 33   | GK     | 태국 | 코라코트 피파트나다 |
| 34   | MF     | 태국 | 와타나 플라이눔     |
| 37   | GK     | 태국 | 푸티퐁 프롬리       |
| 39   | DF     | 태국 | 자투라팟 사탐]      |
| 99   | FW     | 태국 | 시로치 찻통         |

## 역대 감독
| 감독                 | 임기      |
| -------------------- | --------- |
| 슬라비샤 요카노비치  | 2012~2013 |
| 레네 드자이에르      | 2013      |
| 빈프리트 셰퍼 (대행) | 2013      |
| 마리오 주로프스키    | 2013~2014 |
| 드라간 탈라지치      | 2014~2016 |
| 톳치타완 스리판      | 2017      |
| 윤정환               | 2019      |
| 알렉산드레 가마      | 2019      |
| 로비 파울러          | 2021      |
| 마리오 주로프스키    | 2023      |
| 지노 레티에리        | 2024 ~    |